# Акропољ
Акропољ (антички грчки:  — акрополис; од  — акрос — „врх” и  — полис — „град”), дословце значи „град на брду”. Рани насељеници су, ради одбране, бирали узвишено земљиште, најчешће брдо са стрмим странама, и та рана утврђења су у многим деловима света постала средиште великих градова који су се развијали у подножју.
Реч акропољ, иако је грчког порекла и најчешће се везује за грчке градове (Атину, Арг, Тебу и Коринт), може се применити и на слична утврђења у Риму, Јерусалиму, келтској Братислави, у Малој Азији, чак и на Замак на брду у Единбургу.
Најпознатији пример акропоља је атински Акропољ, који је, због историјских асоцијација и познатих грађевина које су на њему саграђене, општепознат само као Акропољ.
Због свог класичног грчко-римског стила, рушевине Мисије Сан Хуан Капистрано („Велика камена црква”) у Калифорнији у САД назване су Амерички акропољ.
У другим деловима света утврђењима на брду давана су друга имена, на пример alcázar. У централној Италији, многе мале сеоске заједнице су саграђене у подножју утврђених градова познатих као La Rocca.
Израз акропољ се такође користи да опише средишњи комплекс грађевина као што су тргови и пирамиде у градовима Маја, на пример у Тикалу и Копану.
За време Персијских ратова Акропољ је био опљачкан (480—479. године п. н. е.). Величанствени споменици који се данас на овим просторима могу видети датирају из златног Перикловог периода када су обновљени, око 460—429. п. н. е..
Од тог доба, и током целог средњег века, Акропољ је остао скоро нетакнут. Многобројни освајачи извршили су додатна утврђивања, украшавања и измене на Акропољу.
Стеновито узвишење Акропољ, висине око 150 m, налази се у центру долине Атике. Врх чини платформа димензија 300х150 m и приступ врху је једино могућ са западне стране. На осталим странама, још од античког доба постоје извори питке воде.

## Музеј
Музеј је смештен на југоисточном углу Акропоља. У њему се чувају археолошки експонати по хронологији свог настанка, почевши од архајског (800–600. п. н. е.), преко класичног (500–400. п. н. е.) и хеленистичког (300. п. н. е.) до римског периода.
Међу многобројним другим истакнутим уметничким делима која су смештена у 9 просторија музеја, ту се налазе скулптуре и рељефи са скулптура, који припадају фризевима, педиментима, и метопама, Партенона, Ерехтеијона и храма Атине Нике.
Такође се може видети и збирка Кора (шест статуа младих девојака са карактеристичним архајским осмехом на лицу).